# Diecezja Alaminos
Diecezja Alaminos (łac. Diœcesis Alaminensis) – diecezja rzymskokatolicka na Filipinach, z siedzibą w Alaminos. Powstała w 1985 z terenu archidiecezji Lingayen–Dagupan i została jej sufraganią.

## Główne świątynie
- Katedra: Katedra św. Józefa Patriarchy w Alaminos

## Lista biskupów
- Jesus Aputen Cabrera (1985 - 2007)
- Marlo Peralta (2007 - 2013)
- Ricardo Baccay (2016 - 2019)
- Napoleon Sipalay (od 2024)